# Sphingozona atripes
Sphingozona atripes là một loài tò vò trong họ Ichneumonidae.